# ابراهیم اسدی

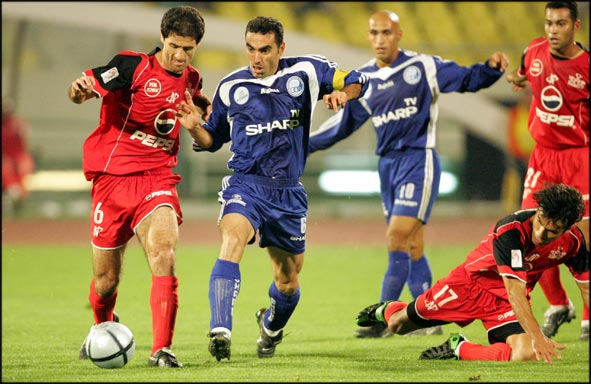
ابراهیم اسدی با لباس پرسپولیس در مقابل استقلال

ابراهیم اسدی  بازیکن بازنشسته فوتبال اهل ایران است. وی بازیکن سابق تیم باشگاه فوتبال پرسپولیس در فصل ۸۳–۸۴ به سرمربیگری راینر زوبل بود. 